# Петербургские пожары 1862 года

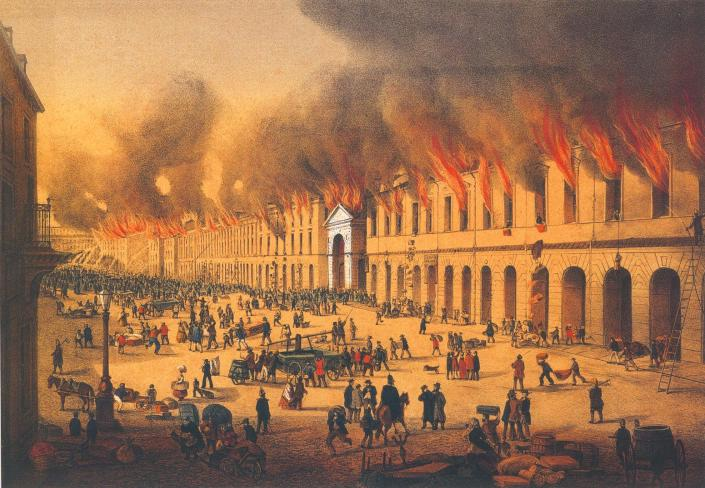
Пожар в Апраксином дворе 28 мая 1862 года, вид с Садовой улицы. Литография

Петербургские пожары 1862 года, также известные как Майские пожары — серия крупных пожаров в российской столице во второй половине мая 1862 года. Пожары способствовали значимым внутриполитическим событиям: набиравшее силу радикальное движение было обвинено в том числе в поджогах и репрессировано.

## Обстоятельства
Пожары начались 15 или 16 мая. 16 мая сгорели несколько домов на Лиговском проспекте. Утром 21 мая сгорели 25 домов в Большой Охте, на следующий день — около 25 домов на Лиговском проспекте. 23 мая пожары разгорелись в 5 разных местах города, в Малой Охте сгорели 40 домов, что уничтожило Солдатскую слободку. От многочисленных пожаров пострадали Ямская улица, Каретная и Московская части.
Крупнейший пожар произошёл в Духов день 28 мая в Апраксином дворе и его окрестностях. Из-за праздника многие лавки были закрыты, но торговля на Толкучем рынке всё же проходила, когда около 5 вечера в одной из лавок начался пожар. Огонь быстро распространялся по огромному рынку и к девяти вечера горел весь четырёхугольник между Садовой улицей, Апраксиным и Чернышёвым переулками, Фонтанкой. Пламя угрожало зданию Ассигнационного банка на другой стороне Садовой улицы, но возникший там было пожар быстро потушили. Апраксин переулок своей проезжей частью не сумел сдержать огонь, и сгорели несколько домов другой стороны. Здание Министерства внутренних дел из-за ветра загорелось с крыши. Далее либо этот пожар перекинулся на восток через Чернышёв мост, либо по другую сторону реки был свой очаг, но к ночи запылали кварталы между Фонтанкой и Троицким переулком, огонь двигался по Щербакову переулку к Владимирскому собору. В разгар пожара Александр II приехал к Чернышёву мосту, откуда прошёл пешком по Чернышёву переулку до Садовой улицы. Пожарные, используя английскую пожарную машину с завода Уайтенса, рассеялись по периметру пожара и препятствовали его продвижению.

## Последствия
Среди горожан росли слухи, что за пожарами стоит некое бунтующее движение: радикалы, студенты-нигилисты (только вышли «Отцы и дети») или поляки. Радикальное движение во время отмены крепостного права имело большое распространение, которому положили конец появившаяся в мае очередная прокламация «Молодая Россия» и последовавшие пожары. Общество, ранее относившееся к радикалам нейтрально или даже сочувственно, увидело в пожарах реализацию программы прокламаций и было напугано. Консервативная пресса поддерживала слухи о поджигателях-радикалах.
После пожара 28 мая правительство приняло меры для предотвращения новых пожаров. Был создан Особый временный комитет под начальством генерал-адъютанта Зиновьева, а сам город разделён на 3 временных генерал-губернаторства. Ранее для расследования радикальных прокламаций была учреждена Следственная комиссия, возглавляемая действительным тайным советником Голициным. В ходе расследований многочисленными арестами и ужесточением цензуры был нанесён серьёзный удар по радикальному движению. Были закрыты на 8 месяцев журналы «Современник» и «Русское слово», арестованы публицисты Писарев, Чернышевский, Серно-Соловьевич. Процесс 32-х осудил многих радикальных деятелей, но обвинение в поджогах так и не было никому предъявлено.
Пожары стали причиной модернизации служб пожарной охраны Петербурга, их оснащения паровыми насосами. За пожарами столицы произошли пожары в провинциальных городах, крупнейший из которых в 1864 году сжёг Симбирск. Снова звучали обвинения в адрес радикалов, те в ответ утверждали о реакционных провокациях. Большинство современников были уверены в существовании поджигателей, приводились свидетельства. В современной историографии чёткого мнения о поджигателях и стоявших за ними силах нет.